# Sindonophora
Sindonophora é um gênero de mariposa pertencente à família Acrolophidae.